# 霧生和夫
霧生 和夫（きりう かずお、1935年1月1日- ）は、日本のフランス文学者。埼玉大学名誉教授。専門は19世紀フランス文学、特にオノレ・ド・バルザック。

## 来歴
北海道旭川市出身。東京外国語大学フランス科卒業。東京大学大学院人文科学研究科仏文科博士課程満期退学。1967年埼玉大学教養学部専任講師、同助教授、同教授。2000年定年退官、名誉教授。

## 受章・受勲歴
- 2007年4月 教育功労章シュヴァリエ（フランス政府）[2][3]
- 2015年4月 瑞宝中綬章受勲[4]。

## 著書

### 単著
- 『バルザック、天才と俗物の間』中公新書 1978年
- 『わかるフランス語文法』駿河台出版社 1988年
- 『親指小僧』朝日出版社 1992年
- 『パソコンでフランス語，Ｏｕｆ！』駿河台出版社 1997年
- 『新わかるフランス語(新わかる語学シリーズ) 基礎編』三省堂 2001年

### 共著
- 『わかるフランス語(わかる語学シリーズ) 基礎編』家島光一郎共著 三省堂 1967年
- 『わかるフランス語(わかる語学シリーズ) 実力編』家島光一郎共著 三省堂 1967年

### 翻訳
- ジャン・シャザル『子供の権利』清水慶子共訳 白水社 文庫クセジュ 1960年
- 「Z・マルカス」渡辺一夫共訳『バルザック全集第1巻』東京創元社、1961年
- アンリ・ミシェル『地下抵抗運動 1938 - 1945』白水社 クセジュ文庫 1962年
- オーギュスト・コント『世界の名著36』中央公論社、1970年、のち新版
- ロジェ・カイヨワ『遊びと人間』清水幾太郎共訳、岩波書店 1970年
- 『レイモン・アロン選集 4 歴史哲学入門』荒地出版社 1971年